# Pantolyta nixoni
Pantolyta nixoni är en stekelart som beskrevs av Macek 1993. Pantolyta nixoni ingår i släktet Pantolyta, och familjen hyllhornsteklar. Arten är reproducerande i Sverige.